# SOMA (aplicación de mensajería)
SOMA es una aplicación de mensajería que ofrece servicio de llamada y vídeo HD diseñada a través de un tipo de tecnología distribuida y patentada, que cuenta con una red de servidores en todo el mundo, de alta seguridad y que ofrece llamadas gratuitas de voz y de video.
Las siglas de SOMA significan Simple Optimized Messaging App y se trata de una aplicación de mensajería instantánea que apuesta por la velocidad como uno de sus puntos fuertes, permite chats grupales de hasta 500 usuarios, también ofrece llamadas de video y voz, dispone de un cifrado de todos sus mensajes que permite al usuario estar seguro de que nadie conocerá la información que envía o recibe.
La empresa tiene su sede en San Francisco (California, EE. UU.) y filiales en China y los Emiratos Árabes Unidos.
La aplicación fue lanzada en julio de 2015, y en los primeros 30 días de su lanzamiento consiguió crecer hasta los 10 millones de usuarios, convirtiéndolo en una de las aplicaciones de mensajería del mundo con el crecimiento más rápido. Para agosto de 2015, era la aplicación más descargada en iOS y Android en todos los países de Oriente Medio.

## Características
- Aplicación gratuita
- Chats grupales de hasta 500 usuarios
- Videollamadas en HD
- Cifrado de mensajes